# Valentino Dicapua
Valentino Dicapua (Argentina, 26 de junio de 2003) es un jugador profesional argentino de rugby que se desempeñaba en la posición de apertura en Dogos XV, equipo perteneciente a la liga Super Rugby Américas.Luego del equipo argentino, pasó a manos de la franquicia paraguaya Yacares.

## Carrera
Dicapua comenzó su carrera deportiva con el equipo Duendes Rugby Club. En 2023 se unió a Dogos XV, donde lleva jugando dos temporadas. También fue parte de la Selección juvenil de rugby de Argentina.
Actualmente se desempeña en Yacare XV, de Paraguay. 